# Taliesin (cratère)
Pour l’article homonyme, voir Taliesin (homonymie).
Taliesin est un cratère d'impact à la surface d'Europe, un satellite naturel de Jupiter.  

## Description
Il s'agit du plus large cratère d'impact recensé sur la lune avec un diamètre de 50 kilomètres, devançant notamment Pwyll et ses 45 kilomètres de diamètre. Il s'agit d'un des rares cratères de la lune à dépasser les 25 km de diamètre. Il n'a été imagé qu'avec de faibles résolutions par la sonde Galileo.   

## Nomenclature
Il est nommé d'après Taliesin, un barde mythique de la littérature galloise,. 